# Aviceda jerdoni
Aviceda jerdoni е вид птица от семейство Ястребови (Accipitridae).

## Разпространение
Видът е разпространен в Бангладеш, Бруней, Виетнам, Индия, Индонезия, Камбоджа, Китай, Лаос, Малайзия, Мианмар, Непал, Тайланд, Филипините и Шри Ланка.